# Ampatsy Ampangabe
Ampatsy Ampangabe est une commune rurale malgache dans le district de Lalangina, dans la partie est de la région Haute Matsiatra.